# Čarvaka
Čarvaka, takođe poznata kao Lokāyata, je drevna škola indijskog materijalizma. Smatra se jednim primerom ateističkih škola u hinduističkoj tradiciji. Čarvaka drži direktnu percepciju, empirizam i uslovno zaključivanje kao prave izvore znanja, prihvata filozofski skepticizam i odbacuje ritualizam. On je bio popularan sistem verovanja u staroj Indiji.
Filozof Brihaspati se tradicionalno naziva osnivačem filozofije čarvaka ili Lokāyata, iako neki naučnici to osporavaju. Tokom perioda hinduističke reformacije u prvom milenijumu pre nove ere, kada je budizam uspostavio Gautama Buda, a džainizam je reorganizovao Paršvanata. Njena učenja su sastavljena iz istorijske sekundarne literature kao što su ona koja se nalazi u šastrama, sutrama i indijskoj epskoj poeziji.

## Literatura
- Acharya, Mādhava (1894). The Sarva-darśana-samgraha: Or, Review of the Different Systems of Hindu Philosophy. Превод: Cowell, E. B.; Gough, A. E. London: Trübner & Company.
- Basham, Arthur Llewellyn (1981). History and Doctrines of the Ajivikas, a Vanished Indian Religion (на језику: енглески). Motilal Banarsidass Publ. ISBN 978-81-208-1204-8. Приступљено 22. 3. 2021.
- Bhattacharya, Ramakrishna (2002). „Cārvāka Fragments: A New Collection”. Journal of Indian Philosophy. 30 (6): 597—640. S2CID 169948463. doi:10.1023/A:1023569009490.
- Bhattacharya, Ramkrishna (2010). „What the Cārvākas Originally Meant”. Journal of Indian Philosophy. 38 (6): 529—542. ISSN 0022-1791. S2CID 171001243. doi:10.1007/s10781-010-9103-y.
- Bhattacharya, Ramkrishna (2011). Studies on the Carvaka/Lokayata. Anthem Press. ISBN 978-0-85728-433-4.
- Bhattacharya, Ramkrishna (21. 8. 2011). „Materialism in India: A Synoptic View”. carvaka4india.com. Приступљено 2018-07-18.
- Bhattacharya, Ramkrishna (2013). „The Base Text and Its Commentaries: Problems of Representing and Understanding the Cārvāka/Lokāyata”. Argument Biannual Philosophical Journal. 3 (1): 133—149.
- Billington, Ray (1997). Understanding Eastern Philosophy. Psychology Press. ISBN 978-0-415-12964-0.
- Chatterjee, D (1977). „Skepticism and Indian philosophy”. Philosophy East and West. 27 (2): 195—209. JSTOR 1397616. doi:10.2307/1397616.
- Chatterjee, Satischandra; Datta, Dhirendramohan (2004). An Introduction to Indian Philosophy. University of Calcutta.
- Cooke, Bill (2006). Dictionary of Atheism, Skepticism, and Humanism. Prometheus Books. ISBN 978-1-59102-299-2.
- Chapple, Christopher Key (2003). Reconciling Yogas: Haribhadra's Collection of Views on Yoga With a New Translation of Haribhadra's Yogadrstisamuccaya by Christopher Key Chapple and John Thomas Casey. SUNY Press. ISBN 978-0-7914-5899-0.
- Chattopadhyaya, Debiprasad (1964) Indian Philosophy: A Popular Introduction. New Delhi: People's Pub. House.
- Chattopadhyaya, Debiprasad (1992). Lokayata: A Study in Ancient Indian Materialism (7th изд.). New Delhi: People's Publishing House. ISBN 978-81-7007-006-1.
- Chattopadhyaya, Debiprasad (1994). Carvaka/Lokayata: An Anthology of Source Materials and Some Recent Studies. New Delhi: People's Publishing House.
- Del Toso, Krishna (2010). „The Stanzas on the Cārvāka/Lokāyata in the Skhalitapramathanayuktihetusiddhi”. Journal of Indian Philosophy. 38 (6): 543—552. ISSN 0022-1791. S2CID 189842747. doi:10.1007/s10781-010-9106-8.
- Deutsch, Elliot (2001). „Karma in the Advaita Vedanta”.  Ур.: Roy W. Perrett. Philosophy of Religion. 4. Taylor & Francis. ISBN 978-0-8153-3611-2.
- Doniger, Wendy (2018). Against Dharma: Dissent in the Ancient Indian Sciences of Sex and Politics. Yale University Press. ISBN 978-0-300-23523-4.
- Flint, Robert (1899). „Appendix Note VII - Hindu Materialism: The Charvaka System”. Anti-theistic theories. London: William Blackwood.
- Flood, Gavin (1996). An Introduction to Hinduism. Cambridge: Cambridge University Press.
- Frazier, Jessica (2013). „Hinduism”.  Ур.: Bullivant, Stephen; Ruse, Michael. The Oxford Handbook of Atheism. OUP Oxford. ISBN 978-0-19-964465-0.
- Grimes, John A. (1996). A Concise Dictionary of Indian Philosophy: Sanskrit Terms Defined in English. SUNY Press. ISBN 978-0-7914-3067-5.
- Haribhadrasūri (1989). Saddarsanasamuccaya. Превод: M Jain. Asiatic Society. OCLC 255495691.
- Hacker, Paul (1978). Kleine Schriften (на језику: немачки). Steiner Franz Verlag. ISBN 978-3-515-02692-5.
- Hayes, Richard (2001). „The Question of Doctrinalism in the Buddhist Epistemologists”.  Ур.: Roy W. Perrett. Philosophy of Religion. 4. Taylor & Francis. ISBN 978-0-8153-3611-2.
- Isaeva, N. V. (1993). Shankara and Indian Philosophy. SUNY Press. ISBN 978-0-7914-1281-7.
- Joshi, Dinkar (2005). Glimpses of Indian Culture. Star Publications. ISBN 978-81-7650-190-3.
- Joshi, Rasik Vihari (1987). „Lokayata in Ancient India and China” (PDF). Annals of the Bhandarkar Oriental Research Institute. 68 (1/4): 393—405.
- Kamal, M. Mostafa (1998). „The Epistemology of the Carvaka Philosophy”. Journal of Indian and Buddhist Studies. 46 (2): 1048—1045. ISSN 1884-0051. doi:10.4259/ibk.46.1048 .
- Koller, John M. (1977). „Skepticism in Early Indian Thought”. Philosophy East and West. 27 (2): 155—164. JSTOR 1397613. doi:10.2307/1397613.
- Mubarak, Abu'l-Fazl ibn (1894). The Ain-i-Akbari. 3. Превод: Henry Sullivan Jarrett.
- Madhavacharya (n.d). Sarva-Darsana-Samgraha [Sanskrit-Hindi] [An Epitome of the Different Systems of Indian Philosophy] (на језику: хинди). Превод: Narain Sinh.
- Perrett, Roy W (1984). „The problem of induction in Indian philosophy”. Philosophy East and West. 34 (2): 161—174. JSTOR 1398916. doi:10.2307/1398916.
- Potter, Karl H. (2003). Buddhist Philosophy from 350 to 600 A.D. IX. Motilal Banarsidass. ISBN 978-81-208-1968-9.
- Quack, Johannes (2011). Disenchanting India: Organized Rationalism and Criticism of Religion in India. Oxford University Press. ISBN 978-0-19-981261-5.
- Raman, V.V. (2012). „Hinduism and Science: Some Reflections”. Zygon Journal of Religion and Science. 47 (3): 549—574. doi:10.1111/j.1467-9744.2012.01274.x.
- Radhakrishnan, Sarvepalli; Moore, Charles (1957). A Source Book in Indian Philosophy. Princeton University Press. ISBN 978-0-691-01958-1.
- Riepe, Dale (1964). The Naturalistic Tradition of Indian Thought (2nd изд.). Delhi: Motilal Banarsidass.
- Roy, Pratap Chandra (1894). „§ XXXIX Shanti Parva”. The Mahabharata of Krishna-Dwaipayana Vyasa. Превод: Kisari Mohan Ganguli. Calcutta : Bharata press.
- Schermerhorn, R. A. (1930). „When Did Indian Materialism Get Its Distinctive Titles?”. Journal of the American Oriental Society. 50: 132—138. JSTOR 593059. doi:10.2307/593059.
- Sen, Amartya (2005). The Argumentative Indian: Writings on Indian History, Culture and Identity. London: Allen Lane. ISBN 978-0-7139-9687-6.
- Sharma, Chandradhar (1987). A critical survey of Indian philosophy (Reprinted. изд.). Delhi: M. Banarsidass. ISBN 9788120803657.
- Sinha, A. K. (1994). „Traces of Materialism in Early Vedic Thought: A Study”. Annals of the Bhandarkar Oriental Research Institute. 75 (1): 235—241. JSTOR 41694419.
- Stöwe, Kira (11. 2. 2003). „Sanskrit and Tamil Dictionaries”. sanskrit-lexicon.uni-koeln.de. Приступљено 2018-07-18.
- Tiwari, KN (1998). Classical Indian Ethical Thought. Motilal Banarsidass. ISBN 978-8120816077.
- Thomas, R. (2014). „Hindu Perspectives on Evolution: Darwin, Dharma, and Design”. Sociology of Religion. 75 (1): 164—165. ISSN 1069-4404. doi:10.1093/socrel/sru003.
- Vaidya, CV (2001). Epic India, Or, India as Described in the Mahabharata and the Ramayana. Asian Educational Services. ISBN 978-81-206-1564-9.
- Bhatta, Jayarashi. Tattvopaplavasimha (Status as a Carvaka text disputed)
- Gokhale, Pradeep P. The Cārvāka Theory of Pramāṇas: A Restatement, Philosophy East and West (1993).
- Nambiar, Sita Krishna (1971). Prabodhacandrodaya of Krsna Misra. Delhi: Motilal Banarasidass.

## Spoljašnje veze
- The Lokāyata, Nāstika and Cārvāka, Surendranath Dasgupta, 1940
- Jayarāśi, a 9th-century Indian philosopher associated with Cārvāka / Lokāyata school, Stanford Encyclopedia of Philosophy (2011)
- Lokāyata/Cārvāka – Indian Materialism (Internet Encyclopedia of Philosophy)
- Materialism in India: A Synoptic View Ramkrishna Bhattacharya
- Bibliography: Carvaka/Lokayata secondary literature Архивирано на веб-сајту  (20. децембар 2019), Karl Potter, University of Washington